# 전자영
전자영(1979년 8월 16일 ~ )은 대한민국 경기도의회 의원이다.

## 학력
- 강남대학교 경제통상학부 졸업(경제학전공)

## 경력
- 용인시민신문 취재부장
- 공유공간플랫폼 공공 이사
- 2018.07 ~ 2022.04 : 제8대 경기도 용인시의회 의원
- 2022.07 ~ : 제11대 경기도의회 의원

## 역대 선거 결과
|  | 60.81% |

|  | 50.52% |